# Phare de Langanes
Le phare de Langanes (en islandais : Langanesviti) est un phare situé dans l'Arnarfjörður sur la pointe séparant les fjords de Suðurfirðir et de Borgarfjörður dans la région des Vestfirðir.